# هوس (فریمان)
هوس (فریمان)، روستایی از توابع بخش مرکزی شهرستان فریمان در استان خراسان رضوی ایران است.

## جمعیت
این روستا در دهستان فریمان قرار دارد و براساس سرشماری مرکز آمار ایران در سال ۱۳۸۵، جمعیت آن ۴۳۴ نفر (۹۶خانوار) بوده‌است.

## آثار باستانی
تپه گرگ مربوط به صدر اسلام است و در فریمان، ۳ کیلومتری شمال غرب کارخانه قند فریمان واقع شده و این اثر در تاریخ ۱۷ مرداد ۱۳۸۳ با شمارهٔ ثبت ۱۱۰۲۹ به‌عنوان یکی از آثار ملی ایران به ثبت رسیده است که این محل در شمال روستای هوس و تقی‌آباد قرار دارد.
خانه کارخانه قند (قصر) مربوط به دوره پهلوی اول است و در فریمان، ۱ کیلومتری غرب کارخانه قند فریمان واقع شده و این اثر در تاریخ ۲۴ اسفند ۱۳۸۳ با شمارهٔ ثبت ۱۱۶۷۳ به‌عنوان یکی از آثار ملی ایران به ثبت رسیده است که این محل هم در شرق روستای هوس قرار دارد.

## شغل
شغل اکثر مردم کشاورزی است ولی دامپروری و کار در کارخانه قند هم رواج دارد.
در سال‌های اخیر تعداد گلخانه‌های ایجاد شده در این روستا حدوداً ۱۰۰ عدد می‌باشد (۱۳۹۳).

## دیگر مشخصات
قدمت این روستا به دوره ایلخانی می‌رسد.
فرهنگ مردم بسیار ساده و ابتدایی و دور از پیچیدگی های زندگی قرن 21 است.